# حصن السادة ثوعة (مودية)

تعديل مصدري - تعديل

حصن السادة ثوعة هي إحدى قرى عزلة مودية بمديرية مودية التابعة لمحافظة أبين، بلغ تعداد سكانها 56 نسمة حسب تعداد اليمن لعام 2004.